# Prim-ministrul Franței
În Franța, prim-ministrul (în franceză Premier ministre) este șeful guvernului din A V-a Republică și al Consiliului Miniștrilor. Este desemnat de președintele Franței. Această funcție era numită Președinte al Consiliului în perioada celor două Constituții franceze precedente, doar puterile diferând. Reședința prim-ministrului este Palatul Matignon, situat în arondismentul 7 din Paris. Din această cauză, serviciile prim-ministrului sunt deseori numite „Matignon” prin metonimie.

## Rolul constituțional al prim-ministrului
Conform Constituției Franței din 28 septembrie 1958, prim-ministrul este numit de Președintele Franței. Acesta din urmă poate întrerupe funcția acestuia doar prin prezentarea demisiei de către prim-ministru.
Prim-ministrul dirijează activitatea guvernului și este responsabil de aplicarea legilor și de apărarea națională. Prin delegarea din partea președintelui, prim-ministru poate numi persoane în funcții civile și militare și în mod excepțional poate prezida Consiliul de Miniștri, de obicei prezidat de către președinte însuși. Prim-ministrul dispune de puterea reglementară (emiterea decretelor) și este președintelui Consiliului de Stat (în franceză Conseil d'État).

## Rolul practic al prim-ministrului
În cea de a cincea republică, persoana politică cea mai importantă în Franța este președintele, care decide în linii mari acțiunea guvernului, care este dirijat de prim-ministru și care aplică politica șefului statului. Astfel, cu toate că teoretic prim-ministrul este șeful guvernului, în practică, acest rol este jucat de către președinte. Totuși, prim-ministrul dispune de puteri proprii față de membrii guvernului. 
Deoarece Adunarea Națională poate provoca demisia guvernului printr-o moțiune de cenzură, prim-ministrul este totdeauna ales dintre liderii curentului politic ce deține majoritatea parlamentară din Adunarea Națională. Președintele are totuși libertatea să numească o personalitate care nu face parte din parlament, așa cum a fost cazul la numirea lui Georges Pompidou, Raymond Barre, sau, mai recent, a lui Dominique de Villepin.
Atunci când prim-ministrul aparține unui curent politic opus curentului politic al președintelui, situația se numește coabitare (franceză cohabitation). În acest caz, importanța prim-ministrului este mai mare, deoarece acesta nu mai depinde de președinte, iar autoritatea sa asupra miniștrilor este deplină. În practică cei doi șefi ai puterii executive activează în domenii de competențe diferite: prim-ministrul se ocupă de politica internă iar președintele se ocupă în general de politica externă. 
Atunci când președintele dispune de o majoritate parlamentară în Adunarea Națională, prim-ministrul este deseori numit dintre apropiații acestuia și va juca un rol minor în politica națională. De obicei, prim-ministrul este demis (sau își depune singur demisia) pentru a proteja președintele în momentul în care se consideră că guvernul a eșuat în aplicare politicii propuse. A fost cazul în 31 mai 2005, când prim-ministrul Jean-Pierre Raffarin, un apropiat al președintelui Chirac și fost șef al campaniei prezidențiale a acestuia, a demisionat în urma respingerii prin referendum a Tratatului de instituire a unei Constituții pentru Europa.

## Lista prim-miniștrilor
Această listă este generată cu date din Wikidata și este actualizată periodic de un robot.
 Editările făcute în listă vor fi șterse la următoarea actualizare!
| Foto | Nume                              | Începutul mandatului  | Sfârșitul mandatului  |
| ---- | --------------------------------- | --------------------- | --------------------- |
|      | Jules Mazarin                     | 1642-12-05            | 1661-03-09            |
|      | Étienne François, duc de Choiseul | 1758-01-01            | 1770-01-01            |
|      | Émile Loubet                      | 1892-02-27            | 1892-12-06            |
|      | René Viviani                      | 1914-06-13            | 1915-10-29            |
|      | Raymond Poincaré                  | 1926-07-23            | 1929-07-26            |
|      | Q296064                           | 1934-02-09            | 1934-11-08            |
|      | Paul Reynaud                      | 1940-03-20            | 1940-06-16            |
|      | Georges Bidault                   | 1946-10-14            | 1946-12-16            |
|      | Charles de Gaulle                 | 1959-01-08            | 1959-01-08            |
|      | Michel Debré                      | 1959-01-08            | 1962-04-14            |
|      | Georges Pompidou                  | 1962-04-14            | 1968-07-10            |
|      | Maurice Couve de Murville         | 1968-07-10            | 1969-06-20            |
|      | Jacques Chaban-Delmas             | 1969-06-20            | 1972-07-06            |
|      | Pierre Messmer                    | 1972-07-06            | 1974-05-27            |
|      | Jacques Chirac                    | 1974-05-27 1986-03-20 | 1976-08-25 1988-05-10 |
|      | Raymond Barre                     | 1976-08-26            | 1981-05-22            |
|      | Pierre Mauroy                     | 1981-05-21            | 1984-07-17            |
|      | Laurent Fabius                    | 1984-07-17            | 1986-03-20            |
|      | Michel Rocard                     | 1988-05-10            | 1991-05-15            |
|      | Édith Cresson                     | 1991-05-15            | 1992-04-02            |
|      | Pierre Bérégovoy                  | 1992-04-02            | 1993-03-29            |
|      | Édouard Balladur                  | 1993-03-29            | 1995-05-10            |
|      | Alain Juppé                       | 1995-05-17            | 1997-06-02            |
|      | Lionel Jospin                     | 1997-06-03            | 2002-05-06            |
|      | Jean-Pierre Raffarin              | 2002-05-06            | 2005-05-31            |
|      | Dominique de Villepin             | 2005-05-31            | 2007-05-17            |
|      | François Fillon                   | 2007-05-17            | 2012-05-16            |
|      | Jean-Marc Ayrault                 | 2012-05-15            | 2014-03-31            |
|      | Manuel Valls                      | 2014-03-31            | 2016-12-06            |
|      | Bernard Cazeneuve                 | 2016-12-06            | 2017-05-10            |
|      | Édouard Philippe                  | 2017-05-15            | 2020-07-03            |
|      | Jean Castex                       | 2020-07-03            | 2022-05-16            |
|      | Élisabeth Borne                   | 2022-05-16            | 2024-01-09            |
|      | Gabriel Attal                     | 2024-01-09            | 2024-09-05            |
|      | Michel Barnier                    | 2024-09-05            | 2024-12-13            |
|      | Q12963                            | 2024-12-13            |                       |